# Sulawesinäshornsfågel
Sulawesinäshornsfågel (Rhabdotorrhinus exarhatus) är en fågel i familjen näshornsfåglar inom ordningen härfåglar och näshornsfåglar. Den förekommer i Indonesien. IUCN kategoriserar den som sårbar.

## Utseende och läte
Sulawesinäshornsfågeln är en liten medlem av familjen med mestadels svart fjäderdräkt. Honan är helsvart med svartgrå näbb, medan hanen har gräddfärgat ansikte och ljus näbb. Ungfågeln liknar hanen men näbben är mindre. Arten är tydligt mindre än knölnäshornsfågeln och skiljer sig genom den svarta stjärten, ljusa ansiktet hos hanen och avsaknad av tydlig kask på huvudet. Bland de ljudliga lätena hörs ett engagerat och piggt "kerok-tee-kerok-tee-kerok-tee-tee...".

## Utbredning och systematik
Sulawesinäshornsfågel förekommer i Indonesien. Den delas in i två distinkta underarter med följande utbredning:
- Rhabdotorrhinus exarhatus exarhatus – förekommer på norra Sulawesi och Lembeh
- Rhabdotorrhinus exarhatus sanfordi – förekommer på centrala och södra Sulawesi, Pulau Muna, Butung och Togianöarna

Tidigare placerades arten i släktet Aceros men den och dess närmaste släktingar lyfts numera ut till Rhabdotorrhinus efter genetiska studier.

## Levnadssätt
Sulawesinäshornsfågeln hittas i skogar i låglänta områden och lägre bergstrakter. Där ses den i grupper i de mellersta och övre skikten i träden.

## Status
Arten tros minska kraftigt i antal till följd av skogssavverkningar, så pass att internationella naturvårdsunionen IUCN anser den vara utrotningshotad, placerad i hotkategorin sårbar.